# Cultura Dorset
Cultura Dorset este o cultură arheologică predecesoare culturii Inuit din Arctica nord-americană, în special în nordul Canadei și în Groenlanda de astăzi. Aceasta se caracterizează prin fabricarea de unelte de piatră. Artefactele includ lamele de piatră, cu capăt triunghiular. Satele erau mici, din case dreptunghiulare semiîngropate și artă sofisticată.
Dorseții au fost identificați pentru prima dată ca o cultură separată în 1925. Dorseții par să fi dispărut cel mai târziu în 1500 și poate încă din 1000. Poporul Thule, care a început să migreze la est din Alaska în secolul al XI-lea, a ajuns să se răspândească prin ținuturile locuite anterior de dorseți. Nu se știe pe deplin dacă inuiții și dorseții s-au întâlnit vreodată. Unele studii genetice moderne arată că populația Dorset era diferită de grupurile ulterioare și că „practic nu a existat nicio dovadă a interacțiunii genetice sau culturale între popoarele dorset și thule”. Cu toate acestea, întrebarea De ce Cultura Dorset a dispărut complet? i-a determinat pe unii să sugereze că invadatorii Thule au distrus poporul Dorset într-un „exemplu de genocid preistoric”.

## Definiție

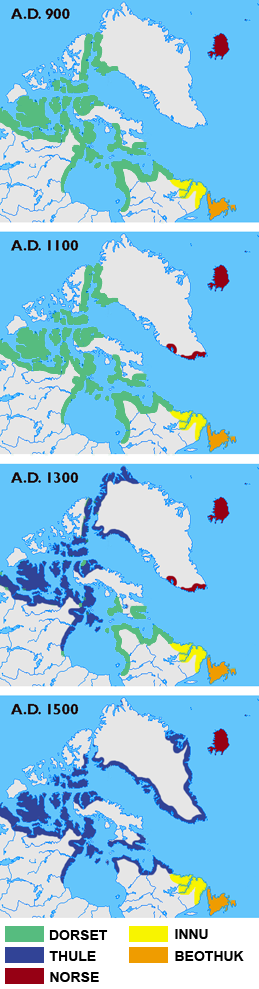
Expansiunea teritorială a diferitelor culturi în Arctica.

Cultura Dorset a fost numită și definită în 1925 de antropologul Diamond Jenness, pentru a desemna un grup de artefacte arheologice din Cape Dorset, în Nunavut, care par să fi fost produse de grupuri umane cu un stil de viață diferit și mai vechi decât cel al inuiților.
Perioada Dorset a fost ulterior subdivizată în patru perioade: timpurie (500 î.Hr. - 1 î.Hr.), medie (1 d.Hr. - 600 d.Hr.), recentă (900-1350) și târzie. Elemente culturale Dorset pot fi găsite în siturile thuleene până în secolul al XV-lea.

### Discuții în jurul conceptului
Din expresia „cultura Cape Dorset”, folosită pentru prima dată de Jenness în 1925, a derivat conceptul de „Cultură Dorset”, considerată de acesta ca fiind legată de poporul paleosiberian al ciukcilor, cunoscut în tradiția orală inuit sub numele de „Saqqaq” sau „Sivullirmiut” și considerat ca precedându-i pe tuniiți, presupușii strămoși ai inuiților, care, la rândul lor, sunt legați de cultura Thule.
Trebuie remarcat faptul că unii istorici au sugerat că poporul dorset ar fi fost, de asemenea, responsabil pentru situl L'Anse aux Meadows, care este de obicei atribuit vikingilor din Groenlanda. Conform acestei teorii, poporul Dorset a fost metisat cu vikingii după ce a preluat supraviețuitorii posturilor comerciale groenlandeze de la Vestribyggð, sau „colonizarea apuseană”, care au fost abandonate în secolul al XIII-lea. Potrivit arheologilor de la Parks Canada, se pare că unele dintre siturile atribuite în mod tradițional dorseților erau de fapt posturi comerciale construite și ocupate de vikingii din Groenlanda. Institutul guvernamental își revizuiește în prezent arhivele și siturile arheologice. Patru situri au fost identificate ca fiind potențial vikinge: Nunguvik, Nanook și Willows Island din Nunavut, precum și Avayalik Island din Labrador, dar aceasta ar putea fi doar o interpretare legată de protocronismul european. Această teză rămâne deschisă dezbaterii.

## Caracteristici

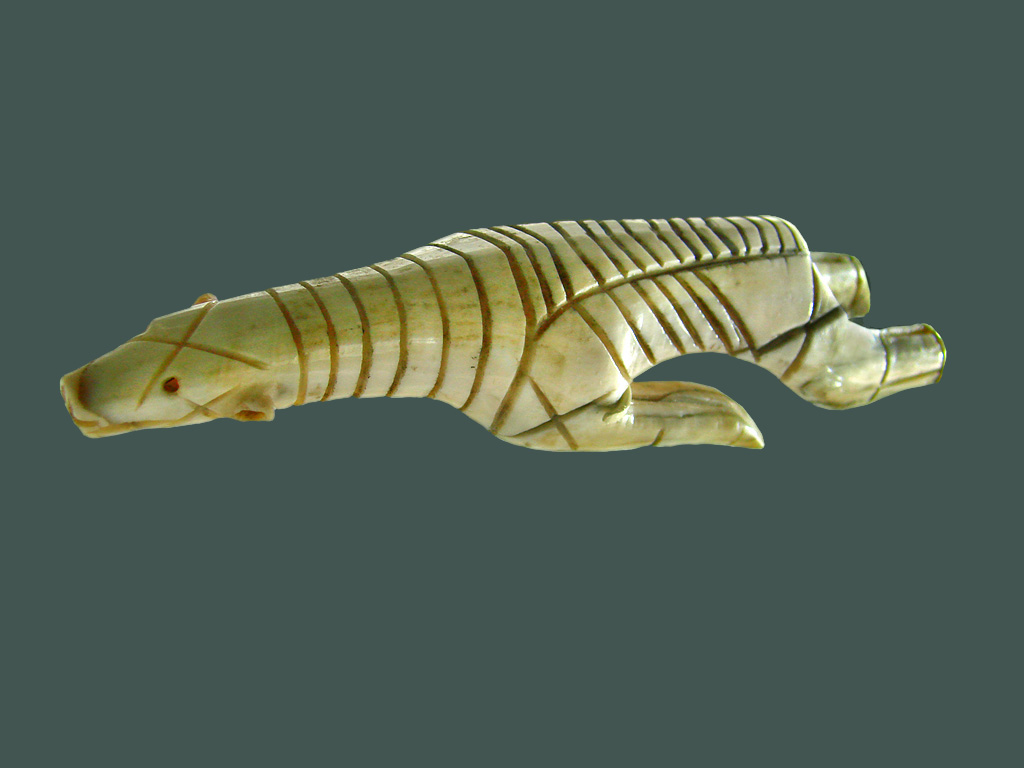
Sculptură Dorset a unui urs polar găsită pe insula Igloolik.

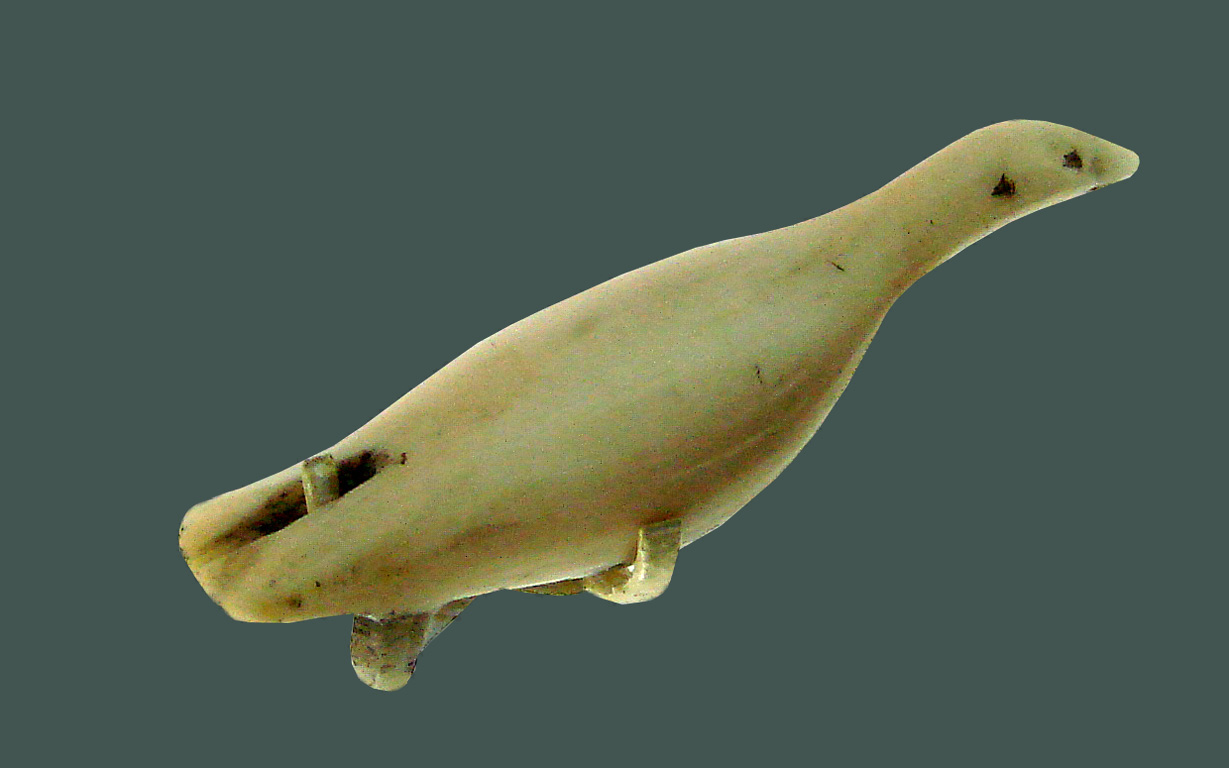
Figurină zoomorfă dorsetiană

Oamenii din Dorset erau vânători care făceau comerț pe distanțe mari, judecând după descoperirea de obiecte din piatră din cariere îndepărtate. Pentru a se deplasa, ei foloseau schiuri miniaturizate și caiace și, posibil, sănii trase de câini. Cultura Dorset se caracterizează prin absența resturilor de arcuri, săgeți și burghie cu arc.

## Cronologie
Prin 800 î.Hr. dorsetienii ocupau cea mai mare parte a Arcticii canadiene și au început să colonizeze Groenlanda. Au ocupat întreaga Groenlanda până prin anul 1, când au dispărut din insulă, înainte de a reveni, în ea, în secolul al VIII-lea.
Ei au recolonizat nord-vestul Groenlandei în jurul anului 700. Începând cu 970, vikingii au semnalat faptul că întâlniseră în Groenlanda numeroase vestigii de ocupație, dar niciun autohton. Cu toate acestea, dorsetienii au supraviețuit în Groenlanda până în jurul anului 1300, iar în taberele lor au fost găsite obiecte de origine vikingă: este posibil să fi avut loc schimburi între ei și vikingi.

## Repartiție geografică și situri principale

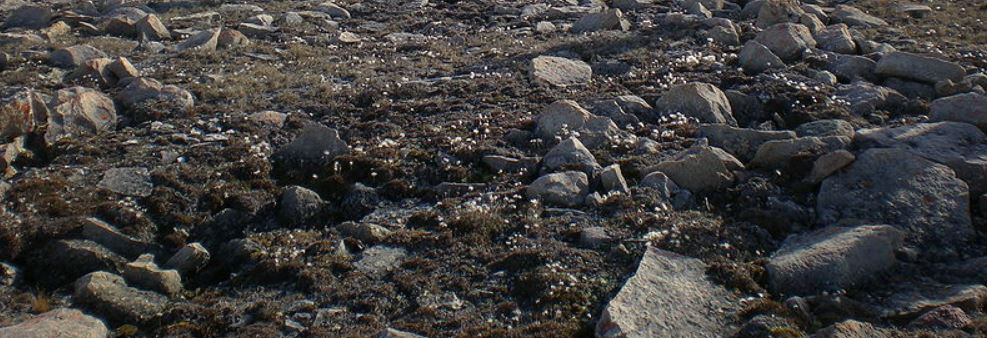
Vestigii ale unei « case lungi » dorsetiene din piatră, descoperită din întâmplare, în apropiere de Ikaluktutiak (Cambridge Bay), în Nunavut.

### În Canada
Una dintre cele mai importante zone din Canada în care au fost descoperite depozite și rămășițe din Cultura Dorset este zona Igloolik de pe Insula Baffin. Siturile arheologice din această zonă, identificate de Jenness în 1925 și excavate în timpul unei campanii desfășurate între 19 mai și 21 septembrie 1954, au scos la iveală numeroase unelte litice, capete de harpon cu bază largă și vârfuri de suliță, toate asociate cu figurine zoomorfe realizate din os de focă și/sau coarne de ren, precum și măști sculptate reprezentând fețe cu grimase.

## Dorsetieni și inuiți
Legendele inuite îi menționează pe tuniit (singular: tuniq) și pe saqqaq sau sivullirmiut (primii locuitori), care, conform acestor legende, erau mai mari și mai puternici decât inuiții, dar erau ușor speriați de înaintarea inuiților. Ei aveau o înțelegere excelentă a mediului înconjurător, dar tehnologia lor era inferioară celei a inuiților. Uneltele lor erau probabil slab adaptate la condițiile climatice mai aspre de la sfârșitul primului mileniu.
Cultura Dorset descinde din cultura pre-Dorset, care a fost prima cultură preeschimosă care s-a stabilit în Arctica canadiană. Această populație, care a avut probabil legături culturale și biologice (genetice) cu ciukcii, a traversat strâmtoarea Bering în jurul anului 2000 î.Hr.

## Genetică
Un studiu genetic, publicat în revista Science în august 2014, a examinat rămășițele a nouăsprezece oameni din Dorset îngropați în Canada și Groenlanda între cca 170 î.Hr. și 1320 d.Hr. S-a stabilit că cele șaisprezece probe de ADNmt extrase aparțin haplogrupului D2a1 (douăsprezece probe), D2a (trei probe) și D. Aceste haplogrupuri predomină, de asemenea, în cultura Saqqaq anterioară, sugerând continuitatea genetică între cele două. Autorii studiului au sugerat că strămoșii Saqqaq și Dorset au intrat în America de Nord din Siberia într-o singură migrație distinctă în jurul anului 4000 î.Hr., după care au rămas în mare parte izolați genetic timp de mii de ani.  Dorsetienii erau diferiți genetic de poporul Thule care, după ce s-a extins din Siberia, a înlocuit complet poporul Dorset în jurul anului 1300 î.Hr. De asemenea, studiul nu a găsit nicio dovadă de amestec genetic între poporul Dorset și poporul nordic groenlandez.